# إيدا أيكمن
إيدا أيكمن (بالفنلندية: Ida Ekman)‏ هي مغنية فنلندية، ولدت في 22 أبريل 1875 في هلسنكي في فنلندا، وتوفي بنفس المكان في 14 أبريل 1942.